# Antti Ruuskanen
Antti Ruuskanen (n. 21 februarie 1984, Pielavesi, Kuopio Province⁠(d), Finlanda) este un aruncător de suliță ce a reprezentat Finlanda, medaliat olimpic. A participat la 2 ediții ale Jocurilor Olimpice (2012, 2016) în care a câștigat o medalie de argint.

## Palmares
| An   | Competiție                      | Locație                  | Loc | Note    |
| ---- | ------------------------------- | ------------------------ | --- | ------- |
| 2003 | Campionatul European de Juniori | Tampere, Finlanda        | 3   | 72,87 m |
| 2005 | Campionatul European de Tineret | Erfurt, Germania         | 2   | 76,82 m |
| 2009 | Campionatul Mondial             | Berlin, Germania         | 6   | 81,87 m |
| 2011 | Campionatul Mondial             | Daegu, Coreea de Sud     | 9   | 79,46 m |
| 2012 | Jocurile Olimpice               | Londra, Marea Britanie   | 2   | 84,12 m |
| 2013 | Campionatul Mondial             | Moscova, Rusia           | 5   | 81,44 m |
| 2014 | Campionatul European            | Zürich, Elveția          | 1   | 88,01 m |
| 2014 | Cupa Continentală               | Marrakech, Maroc         | 8   | 77,78 m |
| 2015 | Campionatul Mondial             | Beijing, China           | 5   | 87,12 m |
| 2016 | Campionatul European            | Amsterdam, Țările de Jos | 3   | 82,44 m |
| 2016 | Jocurile Olimpice               | Rio de Janeiro, Brazilia | 6   | 83,05 m |
| 2018 | Campionatul European            | Berlin, Germania         | 6   | 81,70 m |
| 2019 | Campionatul Mondial             | Doha, Qatar              | 28  | 75,05 m |